# Hebrides

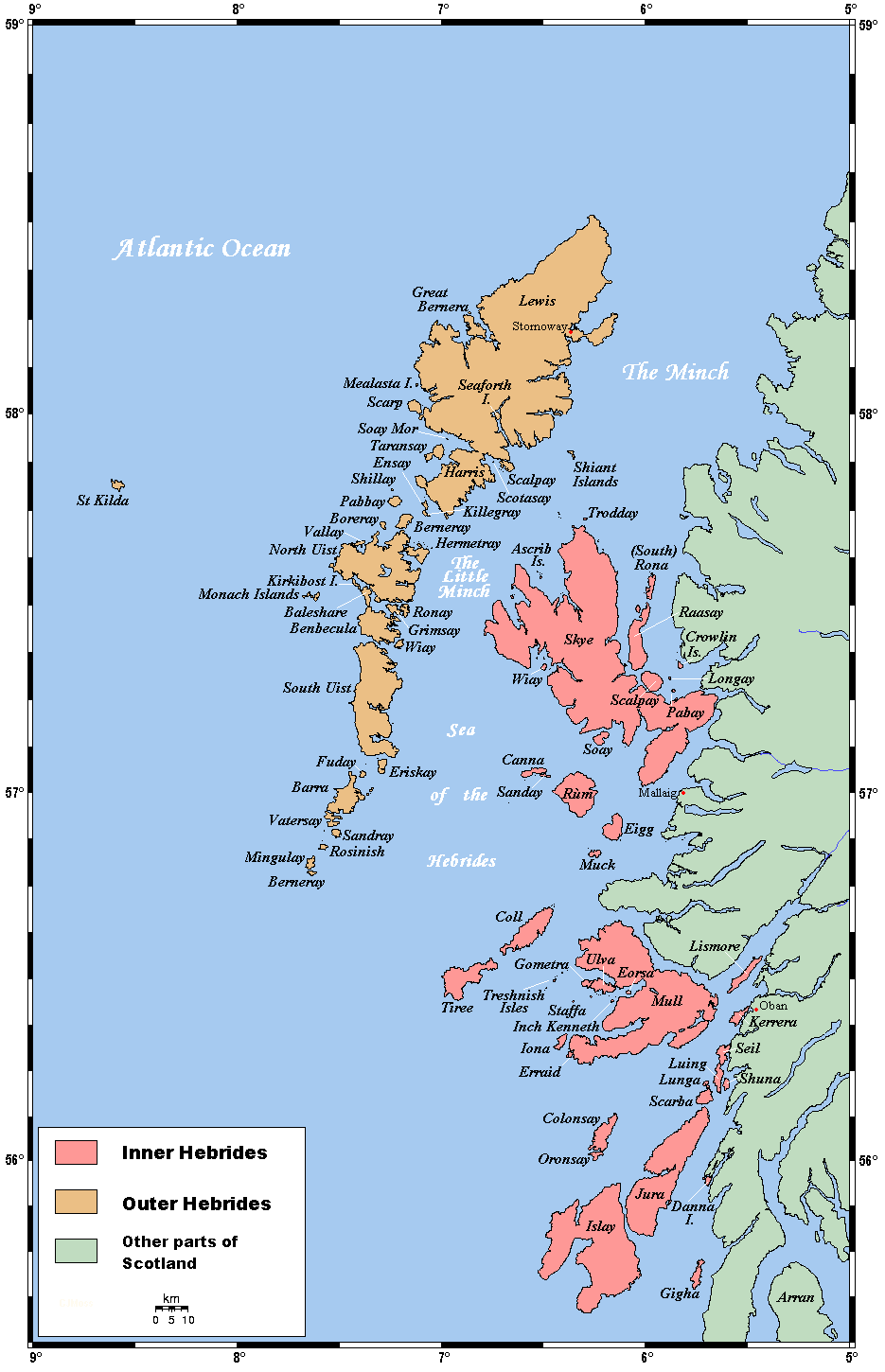
Nội và Ngoại Hebrides

Hebrides (/ˈhɛbrɪdiːz/; tiếng Gael Scotland: Innse Gall, tiếng Bắc Âu cổ: Suðreyjar) là một quần đảo nằm ở ngoài khơi bờ biển phía tây của Scotland. Quần đảo có hai nhóm chính: Nội và Ngoại Hebrides. Các hòn đảo này có một lịch sử cư trú từ thời đại đồ đá giữa và văn hóa của các cư dân chịu ảnh hưởng lần lượt của những người nói tiếng Celt, Norse và tiếng Anh. Sự đa dạng này được phản ánh trong tên gọi của các đảo, các tên gọi này bắt nguồn từ các ngôn ngữ đã được nói tại quần đảo trong lịch sử và có lẽ là từ thời tiền sử.
Nhiều nghệ sĩ đã được truyền cảm hứng khi họ trải nghiệm Hebrides. Ngày nay, kinh tế của quần đảo phụ thuộc vào canh tác, đánh cá, du lịch, công nghiệp dầu khí và năng lượng tái tạo. Hebrides thiếu tính đa dạng sinh học so với đảo Anh, song các hòn đảo này vẫn có nhiều thứ để cho các nhà tự nhiên học quan tâm. Ví dụ, những con hải cẩu hiện diện quanh các bãi biển với số lượng có tầm quan trọng quốc tế.

## Địa lý

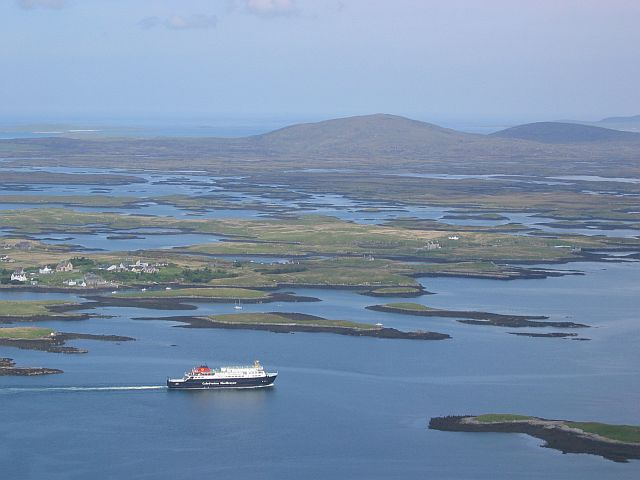
Phà MV Hebrides rời Lochmaddy đến Skye

Hebrides có địa chất biến đổi từ địa tầng Tiền Cambri nằm trong số các tảng đá cổ nhất châu Âu cho đến đá mácma xâm nhập kỉ Cổ Cận.
Có thể phân Hebrides thành hai nhóm chính, tách biệt nhau qua The Minch ở phía bắc và biển Hebrides ở phía nam. Nội Hebrides nằm gần "lục địa" Scotland hơn và bao gồm các đảo Islay, Jura, Skye, Mull, Raasay, Staffa và quần đảo Small. Có 36 đảo không người ở trong nhóm. Ngoại Hebrides là một chuỗi gồm trên 100 hòn đảo và đá ngầm nằm cách khoảng 70 kilômét (43 mi) về phía tây lục địa của Scotland. Có 15 hòn đảo không có người ở trong nhóm. Các đảo chính bao gồm Barra, Benbecula, Berneray, Harris, Lewis và Harris, Bắc Uist, Nam Uist, và St Kilda. Tổng diện tích của quần đảo là xấp xỉ 7.200 kilômét vuông (2.800 dặm vuông Anh) và dân số đạt 44.759 người theo số liệu năm 2011.
Có sự phức tạp khi có các mô tả khác nhau về phạm vi của Hebrides. Collins Encyclopedia of Scotland mô tả Nội Hebrides là nằm ở "phía đông của The Minch", sẽ bao gồm tất cả các đảo ở ngoài khơi. Những hòn đảo nằm trong hồ biển như Eilean Bàn và Eilean Donan có thể thông thường không được mô tả là thuộc "Hebrides" song không có định nghĩa chính thức.
Trong quá khứ, Ngoại Hebrides thường được gọi là Long Isle (tiếng Gael Scotland: An t-Eilean Fada). Ngày nay, chúng cũng được gọi là Quần đảo phía Tây (tiếng Anh: Western Isles) mặc dù cụm từ này cũng có thể được dùng để chỉ Hebrides nói chung.
Hebrides có một khí hậu ôn đới mát mẻ, đặc biệt êm dịu và ổn định so với một nơi ở vĩ độ cao như nó, lý do là nhờ ảnh hưởng của hải lưu Gulf Stream. Tại Ngoại Hebrides, nhiệt độ trung bình năm là 6 °C (44 °F) vào tháng 1 và 14 °C (57 °F) vào mùa hè. Lượng mưa trung bình tại Lewis là 1.100 milimét (43 in) và số giờ nắng dao động từ 1.100 - 1.200 mỗi năm. Những ngày mùa hè tương đối dài và từ tháng 5 đến tháng 8 là thời kì khô hạn nhất.